# Weng Wenhao
Weng Wenhao (ur. 26 lipca 1889, zm. 27 stycznia 1971) – chiński geolog i polityk, premier Republiki Chińskiej w 1948 roku.

## Życiorys
Pochodził z Ningbo w prowincji Zhejiang, był synem bogatego kupca. W 1903 roku zdał egzamin urzędniczy na stopień xiucai, następnie uczył się we francuskojęzycznej szkole katolickiej w Szanghaju. W 1909 roku wyjechał do Belgii, gdzie studiował geologię na Katolickim Uniwersytecie w Lowanium, uzyskując w 1912 roku doktorat. Po powrocie do Chin wykładał na Uniwersytecie Pekińskim i Uniwersytecie Tsinghua. Uważany za ojca chrzestnego chińskiej geologii, przyczynił się m.in. do odkrycia pierwszych chińskich pól naftowych w Sinciangu. Przez pewien czas piastował funkcję ministra górnictwa oraz handlu i rolnictwa w rządzie pekińskim.
W 1931 roku pełnił tymczasowo funkcję rektora Uniwersytetu Tsinghua, a w latach 1932-1933 sprawował urząd ministra edukacji. W późniejszym okresie był sekretarzem generalnym Yuanu Wykonawczego (1935-1937), ministrem przemysłu (1937-1938) oraz ministrem gospodarki (1938-1947). W maju 1948 roku został desygnowany przez prezydenta Czang Kaj-szeka na stanowisko premiera. Zrezygnował z niego w listopadzie tego samego roku, po tym gdy nie udało mu się przeprowadzić reformy walutowej i stłumić szalejącej hiperinflacji. 
Krótko przed ostateczną klęską Kuomintangu w wojnie domowej wyjechał do Europy. W 1951 roku zdecydował się wrócić do nowych, komunistycznych Chin, gdzie został członkiem Ludowej Politycznej Konferencji Konsultatywnej Chin. Zmarł w Pekinie.